# پ
Pe (پ) est une lettre additionnelle de l'alphabet arabe utilisé dans l’écriture du mandingue, de l’od, du ouïghour, de l’ourdou, du persan et du sindhi. Elle n’est pas à confondre avec le nya ‹ ڽ › ni avec le yā trois points souscrits ‹ ۑ › qui partagent les mêmes formes initiale ‹ پـ › et médiane ‹ ـپـ ›.

## Utilisation
En arabe, ‹ پ › n’est habituellement pas utilisé pour la transcription de l’arabe standard moderne, mais peut l’être pour représenter une consonne occlusive bilabiale sourde [p] dans l'écriture, par exemple dans le dialecte marocain, algérien et tunisien.
En persan, ouïghour, ourdou et d’autres langues, ‹ پ › représente une consonne occlusive bilabiale sourde [p].
En mandingue écrit avec l’alphabet arabe, ‹ پ › représente une consonne occlusive labio-vélaire sourde [k͡p] ou une consonne occlusive bilabiale sourde [p].